# Hậu nhân khẩu học
Hậu nhân khẩu học là một cách để nghiên cứu dữ liệu cá nhân trong các nền tảng mạng xã hội và đặc biệt là cách thức hồ sơ, hoặc có thể được thực hiện, với những phát hiện cũng như hậu quả. Tiền tố hậu cho thấy nó khác với dữ liệu nhân khẩu học cố gắng tổ chức các nhóm, thị trường và cử tri trong xã hội. Trường hợp lợi ích không phải là nhân khẩu học truyền thống về chủng tộc, dân tộc, tuổi tác, thu nhập, trình độ học vấn hoặc các sản phẩm như lớp học, mà là thị hiếu và thông tin khác được cung cấp để tạo và duy trì hồ sơ trực tuyến. Từ góc độ hậu nhân khẩu học, hồ sơ (profile) của người dùng nằm ở cốt lõi của nghiên cứu trên các trang mạng xã hội, vì nó cung cấp thông tin vượt ra ngoài nhân khẩu học, được sắp xếp theo 'quan tâm' và 'yêu thích', với các danh mục phụ cụ thể hơn như thương hiệu, âm nhạc, phim ảnh, động vật, vv 

## Lịch sử hình thành
Các nhà tiếp thị đã tuyên bố sự kết thúc của nhân khẩu học truyền thống trong một vài năm gần đây. Từ năm 2014, nhà dự đoán xu hướng toàn cầu Trend Watching đã chỉ ra sự thay đổi lớn trong hành vi người tiêu dùng, khác với khuôn mẫu mà các nhà tiếp thị luôn sử dụng. Mọi người - ở mọi lứa tuổi và trên tất cả các thị trường - đang xây dựng bản sắc riêng của họ một cách tự do hơn bao giờ hết. Do đó, mô hình tiêu dùng không còn được xác định bởi các phân khúc nhân khẩu học truyền thống như tuổi, giới tính, địa điểm, thu nhập, tình trạng gia đình,...và các yếu tố cơ bản như trước nữa.
Trước kia, người tiêu dùng trẻ tuổi, thu nhập cao thường là những người chấp nhận sớm nhất các sản phẩm và dịch vụ mới. Họ cởi mở, sẵn sàng thử nghiệm hơn và có ít cam kết hơn những nhóm nhân khẩu học khác. Tuy nhiên, trong những năm gần đây, tất cả các cuộc cách mạng trên thị trường - hoặc chỉ đơn giản là sự hấp dẫn/những đổi mới trong sản phẩm/dịch vụ sẽ nhanh chóng được chấp nhận và gần như ngay lập tức định hình lại những kỳ vọng của tất cả các nhóm nhân khẩu học. Điều này càng trở nên bùng nổ khi sự tự do của xã hội được đề cao, nguồn ý tưởng xuất hiện vô hạn và trong thị trường hoạt động hiệu quả, rủi ro và chi phí để thử những thứ mới là rất thấp (dẫn đầu là thế giới kỹ thuật số, nhưng ngày càng gia tăng đối với các sản phẩm vật lý).
Tính phổ cập của hệ thống thông tin toàn cầu và sự quen thuộc với các thương hiệu lớn đang thúc đẩy sự phổ biến của hậu nhân khẩu học. Người tiêu dùng - thuộc tất cả các nhóm nhân khẩu học và ở tất cả các thị trường - ngày càng mua và sử dụng các sản phẩm và dịch vụ từ cùng một thương hiệu lớn: Apple, Facebook, Amazon (lĩnh vực công nghệ đặc biệt phổ biến), IKEA, McDonald, Uniqlo, Nike và nhiều hơn thế nữa. Sự phổ biến và sự quen thuộc tập thể với các thương hiệu lớn toàn cầu này, khi kết hợp với khả năng tiếp cận thông tin người tiêu dùng toàn cầu, đã tạo ra một ý thức chia sẻ và làm tăng mức độ về trải nghiệm chia sẻ hậu nhân khẩu học đối với người tiêu dùng, bất kể độ tuổi và nơi sống.
Thế giới tự do đang thúc đẩy sự sụp đổ của các quy ước tự nhiên và hình thành các bản sắc của hậu nhân khẩu học. Trong những thập kỷ qua, các nền văn hóa và cộng đồng trên thế giới đã trở nên tự do hơn về tính xã hội khi nhiều quy ước tự nhiên - từ cấu trúc gia đình đến vai trò giới tính - đã bị xóa bỏ. Quyền tự do xã hội lớn hơn và con người có cơ hội tiếp xúc với các lựa chọn về lối sống mới là một yếu tố chính. Sự lựa chọn tự do được tìm thấy ở các thành phố mang lại cho thế giới 3,9 tỷ người thành thị với nhiều cơ hội hơn để xây dựng bản sắc riêng của họ bên cạnh các quy tắc truyền thống về nhân khẩu học của họ.
Khả năng thử nghiệm và nhận diện với nhiều thương hiệu và sản phẩm đa dạng hơn đang thúc đẩy tính cá nhân hóa của hậu nhân khẩu học. Tính cá nhân hóa đang được tôn trọng, sự thể hiện cá tính bản thân thông qua hành vi tiêu dùng đang ở mức độ lớn hơn bao giờ hết. Điều này đang được thúc đẩy ở cấp độ vĩ mô bởi sự mở rộng toàn cầu của tầng lớp người tiêu dùng và sự bùng nổ của khả năng lựa chọn sản phẩm tại các thị trường lớn. Nhưng nó cũng được thúc đẩy ở cấp độ của từng cá nhân, với công nghệ kỹ thuật số cho phép trải nghiệm khách hàng đa dạng hơn với chi phí thấp hơn và các mạng xã hội trực tuyến (được sử dụng rộng rãi bởi tất cả các nhóm nhân khẩu học) cho phép mọi người nhận diện các thương hiệu, sản phẩm và dịch vụ - thậm chí những thứ mà họ không hoặc không thể mua.
Mối quan hệ “xói mòn” giữa nguồn tài chính và địa vị xã hội đang tạo ra tình trạng hậu nhân khẩu học, và thay đổi cán cân quyền lực giữa các thế hệ. Chủ nghĩa tiêu dùng và địa vị xã hội luôn được liên kết chặt chẽ. Các biểu tượng của địa vị xã hội trước kia (hàng hóa vật chất) cần tiền để có được, và do đó thường là gắn liền với khái niệm nhân khẩu học cũ, với mức chi tiêu cao hơn. Các biểu tượng địa vị xã hội mới (bao gồm kinh nghiệm, tính xác thực, sự kết nối, sức khỏe, lối sống đạo đức và bền vững, v.v.) mang tính xu hướng và dân chủ hơn, làm cho hành vi tiêu dùng “hậu nhân khẩu học” rộng mở đối với mọi người, bất kể tuổi tác, thu nhập và địa điểm.

## Phương pháp
Đối tượng nghiên cứu là các trang web mạng xã hội, được xác định là các trang web nơi người dùng có thể tạo hồ sơ và kết nối hồ sơ đó với các hồ sơ khác cho mục đích tạo một mạng cá nhân rõ ràng.
Thay vì sự tham gia của người dùng, quan sát, khảo sát cũng như các phương pháp khác được nhập từ khoa học xã hội, các phương pháp hậu nhân khẩu học xuất phát từ quan điểm không phải của người dùng. Quan điểm không phải của người dùng là người không sử dụng trang mạng xã hội này để quản lý tình bạn hoặc tán tỉnh, nhưng vẫn truy cập trang web và đọc hồ sơ. Họ đặc biệt quan tâm đến các tập dữ liệu mà họ có thể truy xuất từ các profile.
Phương pháp hậu nhân khẩu học cố gắng suy nghĩ về những gì người làm profile sẽ làm và dựa trên nó. Do đó, trước tiên, điều quan trọng là xác định các ràng buộc trên mỗi nền tảng mạng xã hội trong việc thu thập dữ liệu. Sau khi dữ liệu có thể được thu thập, bước tiếp theo là xác định tập hợp các mối quan hệ có thể được nghiên cứu, ví dụ: bạn bè có cùng sở thích không? Phương pháp này cố gắng hiểu mục đích nào là lợi ích của một chế độ tổ chức và đề xuất hành động quan trọng hơn so với nhân khẩu học.

## Phương pháp tiếp thị mới dựa hậu trên nhân khẩu học[2]
- Sự bình thường mới (tiếng Anh: New normal): Bao quát và tôn vinh các chuẩn mực mới của chủng tộc, văn hóa, xã hội và xu hướng tính dục.
- Tái định hình di sản (tiếng Anh: Heritage heresy): Trong tư thế sẵn sàng cho việc đánh giá lại thương hiệu hoặc thậm chí tái định vị di sản thương hiệu.
- Lợi ích từ những nhóm nhân khẩu chéo: Tìm kiếm những nhóm nhân khẩu có vẻ lạ và không quen thuộc để tìm những nguồn cảm hứng mới.
- Nhân khẩu học dị thường (Tiếng Anh: Hyper - Demographic Irony): Chú ý vào những phân khúc thị trường ngách/khác biệt dựa trên mối quan tâm/sở thích.

## Hệ quả và xu hướng
Thích ứng với kỷ nguyên mới của nhân khẩu học

### Loại bỏ các khuôn mẫu cũ[3]
Các tên gọi Millennials, Baby Boomers, Generation Z,...không còn phù hợp trong thời đại này nữa. Đã thay đổi rất nhiều về phân khúc thành các nhóm dựa vào năm sinh. Người tiêu dùng không còn muốn được coi là một phần của một nhóm lớn.
Điều này khuyến khích doanh nghiệp điều chỉnh cách tiếp cận khách hàng, cụ thể hóa hồ sơ khách hàng và cá nhân hóa như nhu cầu của họ, khiến họ cảm thấy họ là độc nhất ngay cả khi họ chọn các sản phẩm và dịch vụ giống như mọi người khác.
Nói một cách thực tế, các chiến dịch theo mô hình "một cho tất cả" và chiến lược tiếp thị đi kèm đã trở nên lỗi thời, dẫn đến hậu quả giảm tương tác và sự rời bỏ của khách hàng. Trả lời tự động, email marketing hàng loạt, thư trực tiếp nhưng không được cá nhân hóa đều đang bị loại bỏ dần. Việc mua hàng ngày nay trở nên cảm xúc và cá nhân hơn, được phản ánh thông qua các hoạt động tiếp thị và bán hàng.

### Nắm bắt các cơ hội đang mở rộng[3]
Những thị hiếu và nguyện vọng mới được khách hàng chia sẻ sẽ cho phép nhà tiếp thị tiếp cận thị trường mới. Bộ lạc (tribe) không còn được tạo thành từ một kiểu người - người tiêu dùng có các nhóm tham chiếu rộng hơn mà doanh nghiệp cần phải thu hút, ví dụ như bạn bè và gia đình.
Việc tìm kiếm bộ lạc (tribe) của doanh nghiệp thông qua chức năng, nhu cầu và niềm đam mê thay vì nhân khẩu học truyền thống, sẽ không chỉ thúc đẩy những người ủng hộ thương hiệu, mà còn tăng ROI của doanh nghiệp.
Lấy British Airways và Virgin Atlantic - hai thương hiệu mang tính biểu tượng của Anh làm ví dụ. Cả hai thương hiệu này đều hấp dẫn người du lịch có nhu cầu đi từ A đến B và rất nhiều người trung thành với thương hiệu của họ.
Tâm lý, được kích hoạt thông qua mạng xã hội, cho phép chúng ta biết và hiểu được người dùng. Không chỉ tuổi tác và giới tính mà còn là thứ mà họ thích, không thích, nơi họ làm việc, họ đóng vai trò gì, nơi họ thư giãn và thậm chí là mối quan tâm và mối quan hệ xã hội của họ.
Một ví dụ về điều này được thực hiện tốt là British Airways và Virgin. British Airways cung cấp sự truyền thống và đẳng cấp. Virgin Atlantic cung cấp sự nhiệt tình và những chuyến phiêu lưu. Cả hai đã xây dựng các câu chuyện, và thúc đẩy tình cảm và khách hàng một cách trung thành, bằng cách bỏ qua các khuôn mẫu cũ và thay vào đó tập trung vào niềm đam mê, khát vọng và mong muốn.

### Nhắm vào thị trường siêu ngách[3]
Tìm kiếm và phát triển ở các thị trường cá nhân hóa, thị trường siêu ngách, thậm chí trái ngược. Cách lựa chọn phân khúc như thế này có thể được sử dụng với nhiều doanh nghiệp, trừ những doanh nghiệp đã đặc thù nhắm vào những cộng đồng ngách ngay từ đầu.

### Dữ liệu và nhân khẩu học[4]
Trong vài năm qua, big data trở thành một giải pháp giúp tiếp thị chính xác và hiệu quả hơn. Tuy nhiên, điều này sẽ sớm bị thay thế bằng một cụm từ khác: “thick data”.
Thick data là một bộ thông tin định tính bổ sung và liên kết với dữ liệu chưa qua xử lý hay big data, để cung cấp cái nhìn sâu sắc về lý do tại sao một số người tiêu dùng có sở thích nhất định và những người khác thì không, và tại sao một số xu hướng sẽ trở thành văn hóa trong khi số khác lại chỉ là một xu hướng nhất thời.
Tuy nhiên, các giải pháp mới này không dễ dàng ứng dụng. Nếu một nhà tiếp thị không thể sử dụng các giải pháp mới này, đáp án tốt nhất vẫn là nhân khẩu học truyền thống - các dữ liệu này vẫn đưa ra nhiều insight vô cùng hữu dụng.

### Kết luận
Phần lớn những thay đổi hành vi đã báo hiệu sự kết thúc của nhân khẩu học là một sự thay đổi sâu sắc và hữu ích, chỉ có điều chúng ta cần làm mới dữ liệu khảo sát nhân khẩu học và phân khúc đối tượng phù hợp.
Các thương hiệu tiêu dùng lớn quyền lực đã đồng ý với quan điểm này. Nghiên cứu người tiêu dùng P&G, sử dụng hồ sơ cá nhân thông minh mới, thay vì nhân khẩu học đơn giản. Công ty thực phẩm Danone đã tạo ra một loạt bộ lạc (tribe). Một cuộc khảo sát gần đây trong Marketing Week đã tiết lộ rằng hành vi (44%), vị trí (42%) và tuổi tác (38%) của khách hàng là các dữ liệu được các nhà tiếp thị sử dụng thường xuyên. Sở thích cá nhân, giai đoạn cuộc sống (khác biệt với tuổi tác) và thái độ cũng được coi là phương pháp phân khúc hữu ích. Đối với nhiều công ty nghiên cứu thị trường, các cuộc điều tra về thái độ, thay vì nhân khẩu học, hiện đang phổ biến.
Việc doanh nghiệp quan tâm đến nhu cầu và hành vi khách hàng nhiều hơn thay vì tuổi tác và giới tính là một sự phát triển hữu ích trong marketing. Tuy nhiên, việc phân tích và chia nhỏ bất kỳ phân khúc nào với độ chính xác cao hơn để tạo ra những hồ sơ khách hàng thật sự chính xác, được cá nhân hóa, có thể tốn kém để đạt được - và có thể tạo ra nhiều bất lợi. Lượng dữ liệu khổng lồ mà chúng ta có thể truy cập bây có khả năng làm “nổ tung” bất kỳ hồ sơ khách hàng nào và người phân tích có thể bị lạc trong các mảnh vỡ thông tin.